# アンドレス・グティエレス
アンドレス・グティエレス（Andrés Gutiérrez、1993年7月8日 - ）は、メキシコの男性プロボクサー。ケレタロ州ケレタロ出身。

## 来歴
2009年1月24日、ビクトル・オロスコと対戦し、4回3-0（3者とも40-36）の判定勝ちを収めデビュー戦を白星で飾った。デビュー時グティエレスは15歳だった。 
2009年10月10日、デビッド・メルカドと対戦し、3回KO勝ちを収めた。この試合の勝利後センセーショナルなKOアーティストとして、注目を集めるようになった。
2010年8月7日、26戦全敗のファン・カルロス・アボイテと対戦し、一撃痛烈ダウンで初回KO勝ちを収めた。
2010年10月23日、アンドレス・ロメロと対戦し、3-0(3者とも100-90)の判定勝ちを収めた。
2011年5月28日、スーパーバンタム級きっての強打者ヘネロ・カマルゴと対戦し、5回1分58秒TKO勝ちを収めた。
2011年8月6日、ヘスス・ルイスとWBAフェデセントロフェザー級王座決定戦を行い、7回にダウンを奪うも9回判定で引き分けた為、王座獲得に失敗した。
2011年11月26日、フランクリン・バレラとCABOFEスーパーバンタム級王座決定戦を行い、7回1分31秒TKO勝ちで王座獲得に成功した。
2012年3月10日、デビス・ペレスと対戦し、ペレスの4回終了時棄権により初防衛に成功した。
2012年6月23日、オナルビ・シエラとIBFインターナショナルバンタム級王座決定戦を行い、9回TKO勝ちで王座獲得に成功した。
2012年11月24日、ウーゴ・ベリオとFECARBOXフェザー級王座決定戦を行い、4回1分34秒KO勝ちで王座獲得に成功した。
2013年2月2日、ホセ・カルモナと対戦し、2回3分7秒KO勝ちで初防衛に成功した。
2013年4月20日、テキサス州サンアントニオのアラモドームでWBC世界スーパーバンタム級シルバー王座決定戦をサルバドール・サンチェスと行い、5回1分25秒TKO勝ちを収め王座獲得に成功した。
2013年7月6日、レイ・ペレスと対戦し、12回3-0(3者とも120-108)の判定勝ちを収め初防衛に成功した。
2013年11月2日、エルニエ・サンチェスと対戦し、3-0の判定勝ちを収め2度目の防衛に成功した。
2014年8月9日、亀田興毅と対戦経験のあるマリオ・マシアスと対戦し、12回3-0（118-109、116-110、117-110）の判定勝ちを収め3度目の防衛に成功した。
2014年11月8日、亀田和毅と対戦経験のあるハイロ・エルナンデスと対戦し、3-0の判定勝ちを収めた。
2014年11月15日、WBCは最新ランキングを発表し、グティエレスはWBC世界スーパーバンタム級1位にランクインした。
2014年12月17日、WBCはアンドレス・グティエレスとウーゴ・ルイスに対し、2015年5月14日にシナロア州ロスモチスでWBC世界スーパーバンタム級挑戦者決定戦を行うよう通達を出した。
2014年12月18日、WBCは最新ランキングを発表し、グティエレスはWBC世界スーパーバンタム級1位から変動はなかった。
2015年4月4日、WBCは最新ランキングを発表し、グティエレスはWBC世界フェザー級6位にランクインした。
2016年6月4日、カンクンのグランドオアシスカンクンで元WBA・WBC世界スーパーフライ級スーパー王者のクリスチャン・ミハレスとWBC世界フェザー級シルバー王座決定戦を行い、12回0-2（112-116、113-114、114-114）の判定負けを喫し王座獲得に失敗した。
2016年6月15日、WBCは最新ランキングを発表し、上述のミハレス戦に敗れシルバー王座の獲得に失敗したグティエレスをWBC世界フェザー級ランキングから除外した。
2017年6月8日、WBCは最新ランキングを発表し、グティエレスをWBC世界フェザー級10位にランクインした。
2017年7月7日、WBCは最新ランキングを発表し、グティエレスをWBC世界フェザー級8位にランクインした。
2017年7月28日、翌29日にベルファストのSSEアリーナで元世界2階級制覇王者のカール・フランプトンとWBC世界フェザー級挑戦者決定戦を行う予定だったが、前日計量でフランプトンがフェザー級の規定体重である126ポンドを１ポンド超過の127ポンドを計測し、125.9ポンドを計測したグティエレスがホテルの部屋のシャワーを浴びようとして転倒し鼻やアゴを深くカットし、負傷した自分の画像をソーシャルメディアに発信するなどしたため、試合は中止となった。
2017年8月29日、同年10月14日にスタブハブ・センターでWBA世界フェザー級正規王者のアブネル・マレスと対戦することが決定した。
2017年8月31日、WBAは最新ランキングを発表し、グティエレスをWBA世界フェザー級12位にランクインした。
2017年10月14日、スタブハブ・センターでWBA世界フェザー級正規王者のアブネル・マレスと対戦し、10回2分40秒、0-3（90-100、91-99が2者）の負傷判定負けを喫し王座獲得に失敗した。

## 獲得タイトル
- CABOFEスーパーバンタム級王座
- IBFインターナショナルバンタム級王座
- FECARBOXフェザー級王座
- WBC世界スーパーバンタム級シルバー王座